# Fuad Calil Haidamus
Fuad Calil Haidamus (Líbano, 1920 – Santos, 2002) foi um músico, luthier e percussionista libanês radicado no Brasil, tendo sido  um dos precursores da música árabe no país, sendo considerao o pioneiro da percussão  árabe no Brasil.   . 

## Biografia
Nascido na República do Líbano em 1920, Fuad Haidamus iniciou seus estudos de percussão libanesa aos 15 anos de idade, inspirando-se em seu antigo mestre Jamil Flewar.
Vindo morar no Brasil ainda jovem, tornou-se o Pioneiro e Mestre da Percussão Árabe deste país, difundindo tal arte musical em praticamente todos os recantos brasileiros, entre as décadas de 40, 50, 60, 70 e 80.
Trabalhou ao lado de vários outros músicos na difusão profissional da música árabe no Brasil, como: Romeu Féres (Pioneiro do Canto Profissional Árabe no Brasil, Wadih Cury (alaudista e compositor), Willian Bonduki (alaudista), Said Azar (alaudista e compositor), Nabil Naji (alaudista e compositor), seu irmão Jorge Aidamus (alaudista), entre outros.
Foi o percussionista oficial da bailarina  Madeleine Iskandarian, conhecida como Shahrazad Shahid Sharkey, mestra e pioneina da dança do ventre, no Brasil.  
Apresentou-se, também, em vários programas de tv e rádio. Em 1977 foi convidado a participar da novela "O Astro" de Janete Clair ao lado de deu irmão Jorge, atuando em uma das festas patrocinadas pelo personagem Salomão Hayallah, interpretado pelo ator Dionísio Azevedo. Participou também da abertura de um dos capítulos da novela ao lado da dançarina Shahrazad e do irmão Jorge, sendo os primeiros músicos árabes a conseguirem tal feito.
Pioneiro na confecção das primeiras derbakkes (tablas) profissionais no Brasil, foi o responsável pela introdução desse instrumento no mercado musical brasileiro. Teve como único aluno o músico Vitor Abud Hiar, desde o ano de 1978. Vitor relembra que Fuad era destro, mas tocava a derbakke com a mão esquerda. 
Enfermo, Haidamus faleceu na cidade de Santos, Estado de São Paulo, aos 82 ano de idade, no dia 24 de janeiro de 2002.